# Paliepis (okręg poniewieski)
Paliepis (hist., pol. Polep, Polepie) – wieś na Litwie położona w rejonie rakiszeckim okręgu poniewieskiego, 16 km na północny zachód od Rakiszek.

## Historia

### Własność
Dobra Polep zostały nadane w 1412 roku przez króla Władysława Jagiełłę Wasylowi – protoplaście rodu Zyndram-Kościałkowskich herbu Syrokomla, generalnemu pułkownikowi i dowódcy sześciu chorągwi husarskich wystawionych z obywateli powiatu wiłkomierskiego przeciwko Krzyżakom za szczególne dowody przywiązania ku tronowi polskiemu oraz za liczne posługi ojczyźnie, męstwem i walecznością w owej wojnie odznaczonemu. Dobra te pozostawały w rękach męskich potomków tej rodziny aż do 1940 roku, choć dokładnie nie wiadomo, którzy przedstawiciele rodziny władali tym majątkiem przez pierwsze 2 wieki. Wiadomo, że w 1683 roku należały one do Jana Zyndram-Kościałkowskiego. Kolejnymi właścicielami Polepia byli:
- jego syn Mikołaj żonaty z Wiktorią z Baków
- ich syn Kazimierz żonaty z Urszulą Morykonianką
- ich syn Michał, starosta strubiski, żonaty z Teresą Kościałkowską[3]
- ich syn Ignacy, żonaty z Urszulą z d. Chylewską
- jego syn Ignacy (?–1911), żonaty z N. Chylewską (po 1887 roku[2] spłacił braci Melchiora (ur. 6.01.1845) i Stefana).

Ostatnimi właścicielami majątku byli wdowa po Ignacym i ich dzieci.
W drugiej połowie XIX wieku dobra te miały powierzchnię 2702 dziesieciny ziemi dworskiej. Po litewskiej reformie rolnej w latach 20. XX wieku w rękach rodziny pozostało kilkadziesiąt ha.

### Przynależność administracyjna
| rok  | liczba ludności                 |
| ---- | ------------------------------- |
| 1902 | 70                              |
| 1923 | 266 (170 we wsi i 96 we dworze) |
| 1959 | 127                             |
| 1970 | 120                             |
| 1979 | 82                              |
| 1989 | 60                              |
| 2001 | 50                              |
| 2011 | 30                              |

- W I Rzeczypospolitej – w województwie wileńskim Rzeczypospolitej[1];
- po III rozbiorze Polski (od 1795 roku) majątek należał do gminy Poniemuń w powiecie nowoaleksandrowskim (ujeździe) guberni wileńskiej (w latach 1797–1801 guberni litewskiej), a od 1843 roku guberni kowieńskiej Imperium Rosyjskiego[2];
- od 1922 roku wieś należy do Litwy, która w okresie 1940–1990, jako Litewska Socjalistyczna Republika Radziecka, wchodziła w skład ZSRR.

## Dwór
Michał Zyndram-Kościałkowski wybudował tu około 1820 roku reprezentacyjną siedzibę, zwaną pałacem. Sprowadził architekta z Włoch, rzemieślnicy też byli ściągani z zagranicy. Dom był drewniany, wzniesiony na kamiennej podmurówce, na planie prostokąta z dwoma skrzydłami w kierunku ogrodu, piętnastoosiowy. Centralne wejście stanowił czterkolumnowy portyk w wielkim porządku na trzech centralnych osiach domu, w tym miejscu piętrowego. Toskańskie kolumny dźwigały belkowanie i trójkątny szczyt otoczony wyraźnym, profilowanym gzymsem. Parterowa część była przykryta gładkim, gontowym, trójspadowym dachem, a część piętrowa – dwuspadowym. Wszystkich pomieszczeń było we dworze 22, w tym 9 różnej wielkości salonów i saloników. W domu nie było kominków, ogrzewano go za pomocą białych kaflowych pieców.
Poza domem mieszkalnym w zespole dworskim stało wiele budynków gospodarczych, w tym parterowa, jedenastoosiowa oficyna ze środkowym trójosiowym ryzalitem z trójkątnym szczytem. W pobliżu domu stała też kwadratowa lodownia przykryta dachem namiotowym.
Przed domem rozciągał się kolisty gazon z klombem pośrodku otoczony żywopłotami i bardzo szerokim podjazdem. Po przeciwnej stronie paradnego dziedzińca stały obok siebie dwa identyczne spichlerze wzniesione na planach kwadratów, z dachami namiotowymi. Przed bramą wjazdową wznosiła się murowana kaplica dworska w kształcie rotundy, nakryta kopułą.
Po prawej stronie dziedzińca był ogród zwany „gaikiem dębowym”, za domem i oficyną ciągnęły się sady owocowe, ze stawami rybnymi, sadzawkami, pomarańczarnią i dwiema altanami. Powierzchnia zajmowana przez cały zespół dworski to około 8 ha. Nie było tu dużego parku.
Nie ma informacji, czy cokolwiek z dworu, ew. folwarku czy ogrodu, pozostało.
Majątek Polep został opisany w 4. tomie Dziejów rezydencji na dawnych kresach Rzeczypospolitej Romana Aftanazego.